# Santa Maria della Stella alle Paparelle-kápolna (Nápoly)
A Santa Maria della Stella alle Paparelle egy nápolyi kápolna. 1519-ben építették reneszánsz stílusban egy nemesi család számára. Ma kézműves bolt működik benne.

## További információ
- A Wikimédia Commons tartalmaz Santa Maria della Stella alle Paparelle-kápolna témájú kategóriát.